# Ройо-дель-Сангро
Ройо-дель-Сангро (итал. Roio del Sangro) — коммуна в Италии, располагается в регионе Абруццо, в провинции Кьети.
Население составляет 124 человека (2008 г.), плотность населения составляет 11 чел./км². Занимает площадь 11 км². Почтовый индекс — 66040. Телефонный код — 0872.
Покровителем населённого пункта считается Сан-Филиппо Нери .

## Демография
Динамика населения:

## Администрация коммуны
- Официальный сайт: http://web.tiscali.it/cesefamily/